# Bugrauto
Bugrauto Auto Serviços Ltda. ist ein brasilianisches Unternehmen und ehemaliger Hersteller von Automobilen.

## Unternehmensgeschichte
Die Geschwister Senos gründeten 1984 das Unternehmen in Cabo Frio als Autovermietung. Zwischen 1989 und 1996 fertigten sie 19 Automobile. Der Markenname lautete Búzios. Danach begann die Reparatur von Jet-Skis. 2002 präsentierten sie ein weiteres Fahrzeug, das ein Einzelstück blieb.

## Fahrzeuge
Die Fahrzeuge von 1989 bis 1996 waren VW-Buggies. Die Basis bildete ein Fahrgestell von Volkswagen do Brasil, das mit Metallrohren verstärkt wurde. Die offene Karosserie bestand aus glasfaserverstärktem Kunststoff (Fiberglas). Die eckigen Scheinwerfer waren in die Fahrzeugfront integriert. Ungewöhnlich war der Katalysator.
2002 folgte der Prototyp Jeep Mammoth. Dieser Geländewagen mit Allradantrieb hatte einen Dieselmotor von Mitsubishi mit 145 PS Leistung.